# Charbanoo Pool
Der Charbanoo Pool (englisch) ist ein See im Westen des australischen Bundesstaates Western Australia. 
Der See liegt im Verlauf des Sanford River westlich der Siedlung Meka.